# Ханин, Андрей Владимирович
Ханин Андрей Владимирович (род. 4 декабря 1989, Запорожье, Украина) — украинский спортсмен, профессиональный тренер по функциональной и физической подготовки спортсменов, персональный тренер. Мастер спорта Украины по спортивной аэробике, многократный чемпион Украины по спортивной аэробике.

## Образование
Андрей родился и вырос в городе Запорожье в творческой семье. В 2005 году окончил общеобразовательную школу № 101. В этом же году стал выпускником школы искусств № 4 по направлению «хореография» и получил диплом с отличием. С 2005 года учился в «Запорожском электротехническом колледже», где в 2009 году получил диплом младшего специалиста-технолога по специальности «Обработка материалов на станках и автоматических линиях». Продолжил обучение с 2009 года в Запорожском национальном техническом университете. В 2014 году получил диплом специалиста инженера-механика по специальности «Технология машиностроения» и звание «Почетный выпускник» за значительные успехи в учёбе, активную общественную работу, спортивную и любительскую деятельность. В 2010 году получил сертификат «Тренера групповых и индивидуальных программ по фитнес-аэробике».

## Спортивная карьера и достижения
Первые шаги в спорте Андрей Ханин начал в возрасте 6 лет с занятий по ушу. В следующем году перешел в Народный театр современной хореографии «Феникс», где набирался мастерства по акробатике и хореографии. Кроме танцев, занимался и другими видами спорта (футбол, волейбол и др.), в которых достигал значительных успехов. И первым видом спорта, которым стал заниматься профессионально, стала спортивная аэробика. С 2010 года неоднократно становился победителем и призёром Чемпионатов и Кубков Украины по спортивной аэробике.
В числе спортивных достижений Андрея Ханина:
- Кубок Украины по спортивной аэробике 2010 г. Красноармейск — 2 место;

- Областная спартакиада по спортивной аэробике 2011 г. Запорожье — 2 место;

- Чемпионат Украины по спортивной аэробике 2011 г. Севастополь — 1 место;

- Кубок Украины по спортивной аэробике 2011 г. Сумы — 1 место;

- Областная спартакиада по спортивной аэробике 2012 г. Запорожье — 1 место;

- Кубок Украины по спортивной аэробике 2012 г. Киев — 1 место;

- Чемпионат Украины по спортивной аэробике 2013 г. Киев — 1 место;

- Чемпионат Украины по спортивной аэробике среди высших учебных заведений 2013 г. Запорожье — 1 место;

- Областная спартакиада по спортивной аэробике 2013 г. Запорожье — 1 место;

- Кубок Украины по спортивной аэробике 2013 г. Киев — 1 место.

Звание
В 2013 году получил звание Мастера спорта Украины по спортивной аэробике.

## Тренерская деятельность
Тренерскую карьеру начал в 2009 году, будучи ещё студентом «Запорожского национального технического университета», работал тренером по фитнесу и современной хореографии. С 2011 года, будучи действующим спортсменом, стал тренером по физической и технической подготовки сборных команд Запорожской области по фанк-аэробике. В 2013 году был приглашен в качестве тренера-консультанта в сборную Украины, для подготовки команды к 8th Juniors and Seniors European Aerobic Championships в Arques, Франция. В 2014 году Андрей был приглашен в Китай в качестве тренера и хореографа. В Китае Андрей Ханин 6 лет работал с украинскими и иностранными спортсменами. Вернувшись в Украину в 2019 году, продолжает вести активную тренерскую деятельность. Свои тренировки ведет по уникальной авторской методике. Разрабатывает индивидуальные программы для людей с определёнными ограничениями и заболеваниями.

## Семья
Женат. Жена Марина по специальности хореограф, социальный педагог, психолог, родом из Черкасс, Украина.